# Minisci-Reaktion
Die Minisci-Reaktion ist eine Namensreaktion in der Organischen Chemie. Es handelt sich um eine radikalische Substitution an Aromaten, bevorzugt an Heteroaromaten, die der Einführung von Alkylresten dient. Sie wurde erstmals 1971 von Francesco Minisci publiziert. Die Minisci-Reaktion verläuft regioselektiv und ermöglicht die Einführung eines weiten Spektrums an Alkylresten. Als wesentliche Nebenreaktion läuft eine Acylierung ab. Das Verhältnis zwischen Alkylierung und Acylierung hängt von den Substraten und den Reaktionsbedingungen ab. Auf Grund der einfachen Edukte und der simplen Reaktionsführung besitzt die Minisci-Reaktion viele Anwendungsbereiche in der Heterocyclenchemie.

## Mechanismus
Zunächst wird aus der eingesetzten Carbonsäure ein Alkylradikal gebildet. Dies geschieht durch oxidative Decarboxylierung mit Silbersalzen und einem Oxidationsmittel. Das Oxidationsmittel dient der Reoxidation des Silbersalzes. Das entstandene Radikal addiert dann an den Aromaten. Durch Rearomatisierung wird das gewünschte Produkt freigesetzt.
Die sich als Nebenreaktion bildenden Acylradikale führen zur Bildung acylierter Produkte.